# Andy Umberger
Andy Umberger é um actor norte-americano, que já participou em séries como "24" e "Buffy The Vampire Slayer", entre outras.